# Râul Auriștea
Râul Auriștea este un curs de apă, unul din cele două brațe care formează Râul Avrig. 